# Muchowiec (województwo dolnośląskie)
Muchowiec (niem. Mückendorf) – wieś w Polsce położona w województwie dolnośląskim, w powiecie strzelińskim, w gminie Strzelin.

## Podział administracyjny
W latach 1975–1998 miejscowość administracyjnie należała do województwa wrocławskiego.

## Położenie
Obok miejscowości płynie niewielka rzeka Krynka, dopływ Oławy.

## Zabytki
Do wojewódzkiego rejestru zabytków wpisany jest:
- zespół dworski i folwarczny:
  - dwór, z przełomu XVIII/XIX w.
  - oficyna, z końca XIX w.
  - dom mieszkalny, z końca XIX w.
  - obora, z 1880 r.
  - pięć stodół, z końca XIX w.
  - spichrz, z drugiej połowy XVIII w.
  - gorzelnia, z 1862 r.
  - ogród użytkowy (teren), z przełomu XVIII/XIX w.
  - mur graniczny, z XIX w.